# Hermann Dinkel
Hermann Dinkel (* 14. Juli 1901 in Würzburg; † 24. Februar 1958 in München) war ein deutscher Verwaltungsjurist und Landrat.

## Leben
Hermann Dinkel absolvierte nach dem Abitur am Röntgen-Gymnasium Würzburg ein Studium der Rechtswissenschaften an der Julius-Maximilians-Universität Würzburg, wo er Mitglied der Studentenverbindung Corps Moenania Würzburg war. Nach der ersten juristischen Staatsprüfung leistete er den dreijährigen Vorbereitungsdienst (Referendariat), der ihn zum Amtsgericht Würzburg, Landgericht München II, zur Stadtverwaltung München und zum Bezirksamt Würzburg führte. 1925 promovierte er mit der Dissertation „Gestaltung des summarischen Verfahrens nach § 212 stopp“ zum Dr. jur. et Dr. rer. pol. Nach dem Großen juristischen Staatsexamen im Jahre 1927 erhielt er eine Anstellung als Assessor bei der Regierung von Unterfranken. 1929 wurde er als Bezirksamtmann Leiter des  Bezirksamtes Illertissen. Er wechselte zum Bezirksamt Neu-Ulm, wurde dort zum Jahresbeginn 1935 Regierungsrat und kam 1938 nach Illertissen zurück, wo er vom 5. August 1938 an das Amt des Bezirksamtsvorstands (ab 1939 Landrat) übernahm. Von 1943 bis 1945 führte er die Verwaltung in Neu-Ulm. Dinkel war zum 1. Dezember 1933 in die NSDAP eingetreten (Mitgliedsnummer 3.289.088), wo er Kreisrechtsamtsleiter war. Von 1933 bis 1935 war er Mitglied der SA und war zudem als Angehöriger des SD Leiter einer Außenstelle. 
1862 wurden in Bayern auf der unteren Verwaltungsebene aus den Landgerichten die Bezirksämter geschaffen, deren Leiter Bezirksamtmänner (ab 1920 Bezirksoberamtmänner) oder Bezirksamtsvorstände waren. 1939 wurde für diese Verwaltungsebene der Begriff Landkreis eingeführt.
In den Jahren Im Mai 1945 seiner Ämter enthoben, wurde er bis zum 1. Mai 1948 interniert. Im Entnazifizierungsverfahren wurde er von der Spruchkammer Illertissen als Mitläufer eingestuft. 
Zunächst als Angestellter bei der Bayerischen Versicherungskammer beschäftigt, kam er im September 1950 in den öffentlichen Dienst zurück, wurde Regierungsrat, Oberregierungsrat und 1954 Regierungsdirektor. Er verstarb im Amt.